# Michael Thomas Gillies
Michael Thomas „Mick“ Gillies (15. září 1920 Foots Cray, Bexley – 10. prosince 1999 Haywards Heath, Západní Sussex) byl anglický lékařský entomolog. Většinu svého profesního života strávil v tropech, zejména v Tanzanii (tehdy známé jako Tanganika) a později v Gambii, kde studoval přenos malárie z komárů na člověka. Za svůj zásadní přínos k pochopení úlohy komárů při přenosu malárie byl oceněn Chalmersovou medailí a medailí sira Rickarda Christophera. Byl uznávaným efemeropterologem – odborníkem na jepice.
Gillies byl nejen vysoce uznáván pro své akademické úspěchy; byl všeobecně oblíben pro svou vřelou a veselou povahu.
Byl nejmladším synem významného plastického chirurga sira Harolda Gilliese, ale byl rovněž hrdý na to, že pochází z rodu Edwarda Leara po jedné z jeho sester. Zůstaly po něm dvě dcery z prvního manželství s Agnes Sleighovou, Susie Winterová a Jacqueline Gilliesová, a jeho druhá manželka Eva Gilliesová.